# Mișcarea Democrată Populară din Sudul Etiopiei
Mișcarea Democrată Populară din Sudul Etiopiei (MDPSE) a fost un partid politic în Etiopia. La ultimele alegeri legislative, 15 mai 2005, partidul a făcut parte din Frontul Democrat Revoluționar al Poporului Etiopian, care a câștigat 327 din 527 de locuri în Camera Reprezentanței Popoarelor.